# バラタナゴ属

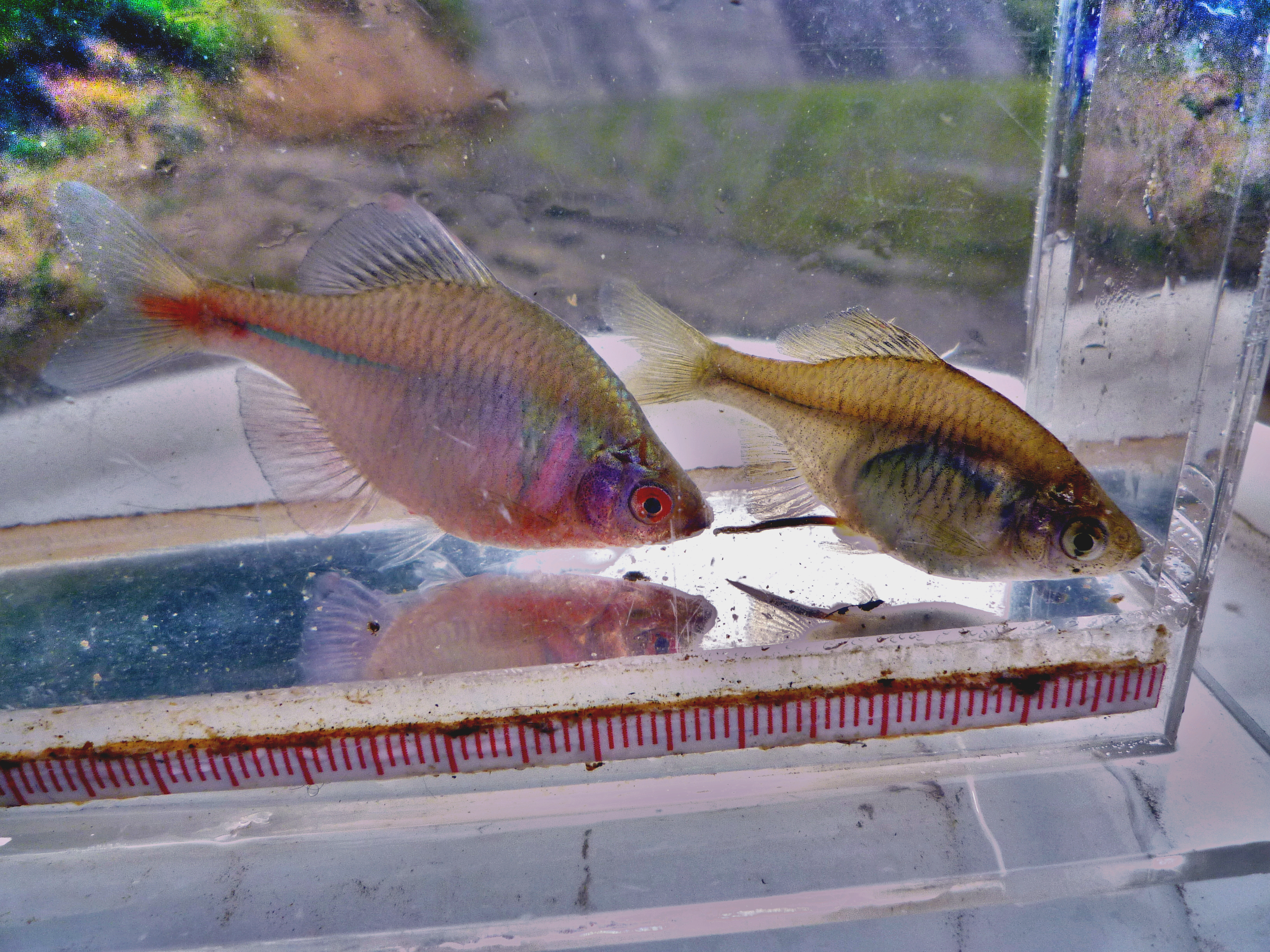
ニッポンバラタナゴ
Rhodeus ocellatus kurumeus

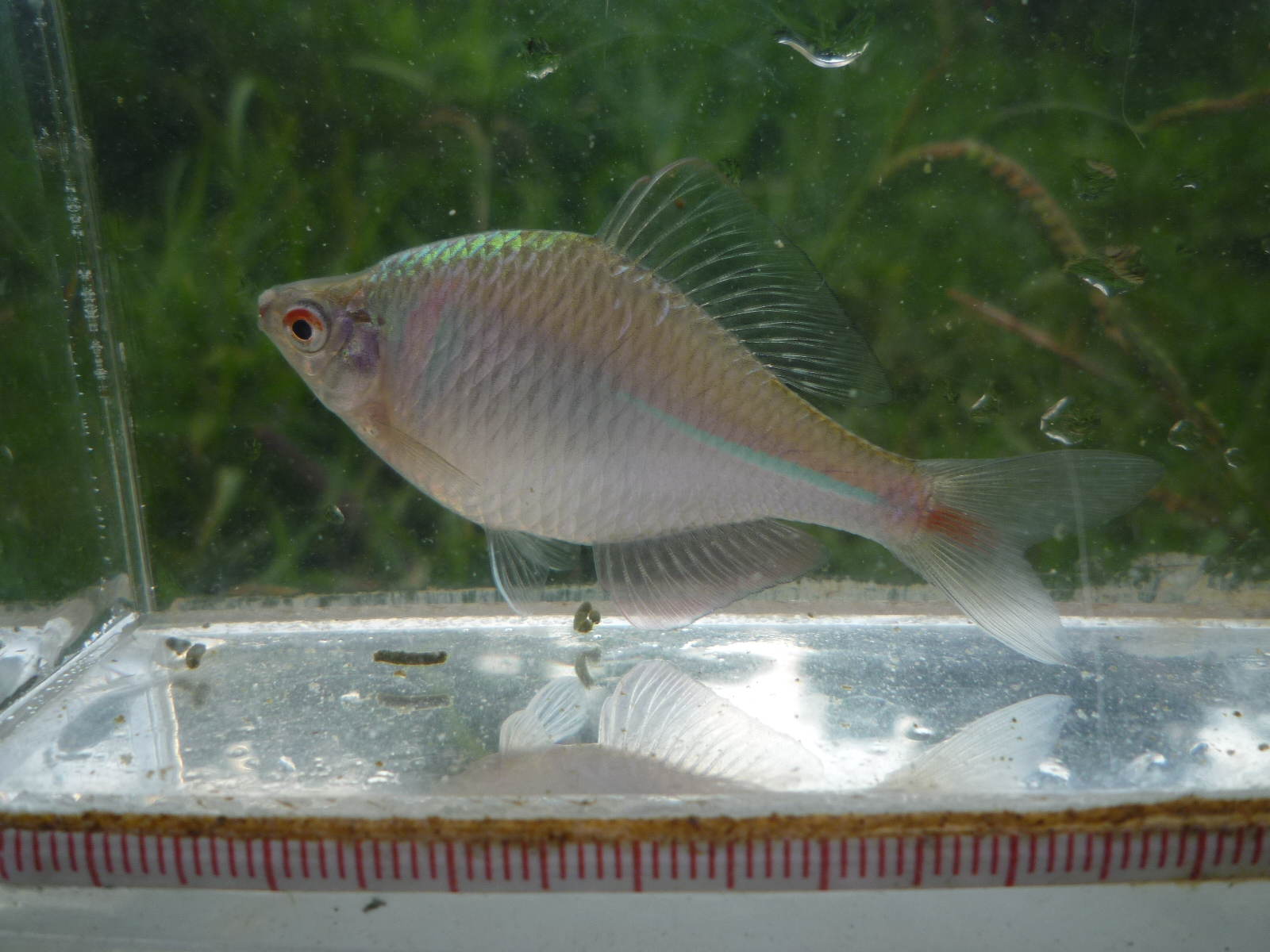
タイリクバラタナゴ
Rhodeus ocellatus ocellatus

バラタナゴ属 (Rhodeus) はコイ科魚類の属で、亜種を含め20種ほどが知られる。属名は、バラを意味するギリシア語の単語 rhodeos に由来する。タイプ種は Cyprinus amarus（Rhodeus amarus）。
（タナゴ類に関する詳細は→タナゴ亜科 を参照）

## 概要
タナゴ類の寿命は概ね5年までで、総じて短命な魚種である。全長は最大11cmほどだが、一般的にはそれよりずっと小さい。池・湖・湿地・川のよどみなど、水流がないか緩やかな場所に棲む。繁殖を淡水二枚貝に依存するため、生息地は二枚貝の生息水域に限られる。食性は雑食性で、小型の水生昆虫や甲殻類・プランクトンなどの小動物、藻類や水草類などの植物を食べる。
タナゴ類は、イシガイ科やカワシンジュガイ科の二枚貝に産卵し、貝体内で仔魚が生育するという特異な繁殖戦略をもつ。メスは貝の外套腔へ産卵管を挿入し、鰓葉内に卵を産みつける。オスは貝の入水管へ放精し、卵は貝体内で受精する。1匹のメスが多数の貝に産卵するが、個々の貝には産卵行動1回当たりで1-数個しか産卵しない。卵は黄色の楕円形である。孵化仔魚は二枚貝の殻によって捕食者から守られ、3-4週間ほどで母貝から泳ぎ出て自由生活に入る。

## 分類される種・亜種
本属とタナゴ属の分類史には曲折があり、以前はタナゴ属に分類された種がバラタナゴ属の種とされたり、逆にバラタナゴ属からタナゴ属とされた種がある。
また、現在では Pseudoperilampus 属に分類される種もある。
- Rhodeus amarus (Bloch, 1782) - ヨーロッパタナゴ
- R. amurensis (Vronsky, 1967)
- R. atremius (Jordan and Thompson, 1914) - カゼトゲタナゴ
  - R. a. suigensis (Mori, 1935) - スイゲンゼニタナゴ
- R. colchicus　(Bogutskaya and Komlev, 2001)
- R. fangi (Miao, 1934) - バラタナゴモドキ
- R. haradai　(Arai, Suzuki and Shen, 1990) - カガミバラタナゴ
- R. laoensis　(Kottelat, Doi and Musikasinthorn, 1998) - ラオスバラタナゴ
- R. lighti (Wu, 1931)
- R. notatus　(Nichols, 1929) - カラゼニタナゴ
- R. ocellatus (Kner, 1866) - バラタナゴ
  - R. o. kurumeus　(Jordan and Thompson, 1914) - ニッポンバラタナゴ
  - R. o. ocellatus (Kner, 1866) - タイリクバラタナゴ
- R. pseudosericeus　(Arai, Jeon and Ueda, 2001) - ニセヨーロッパタナゴ
- R. rheinardti (Tirant, 1883)
- R. sciosemus (Jordan and Thompson, 1914)  - クモトゲタナゴ
- R. sericeus (Pallas, 1776)  - ノコタナゴ
- R. sinensis　(Gunther, 1868) - ウエキゼニタナゴ
- R. spinalis　(Oshima, 1926) - トゲバラタナゴ